# Harry Müller
Pour les articles homonymes, voir Müller.
Harry Müller (né le 25 septembre 1930 à Leipzig et mort le 19 avril 2020) est un sculpteur allemand.

## Biographie
Harry Müller suit d'abord une formation technique en 1951 puis est de 1953 à 1960 l'élève de Heinrich Drake et de Waldemar Grzimek à l'école des beaux-arts de Berlin-Weißensee. Pendant ses études, il développe son propre langage abstrait et géométrique, étroitement liés à l'architecture. Il s'inspire notamment de Selman Selmanagić, architecte et professeur de l'école de Weißensee, ancien élève du Bauhaus.
Après ses études, il retourne à Leipzig, où il produit des formes abstraites inspirées de Hans Arp et Richard Buckminster Fuller. Il ne fait pas d'expositions mais participe à des projets architecturaux des années 1960-1970 à Leipzig. Il crée notamment la façade en aluminium du Blechbüchse et les sculptures de la fontaine de la Sachsenplatz, maintenant sur la Richard-Wagner-Platz.